# Rudný důl a hornické muzeum (Harrachov)
Harrachovské ložisko žilného typu je známé již od druhé poloviny 18. století. Hlavní žilná výplň je tvořena fluoritem, barytem, galenitem a křemenem. Kromě toho je zde popsáno dalších 38 minerálů. Průmyslová těžba zde probíhala v letech 1957–1992, od roku 2003 je zde Hornické muzeum s prohlídkovou štolou. V okolí na zalesněném svahu Ptačince jsou patrné propadliny po důlní činnosti rudného dolu.

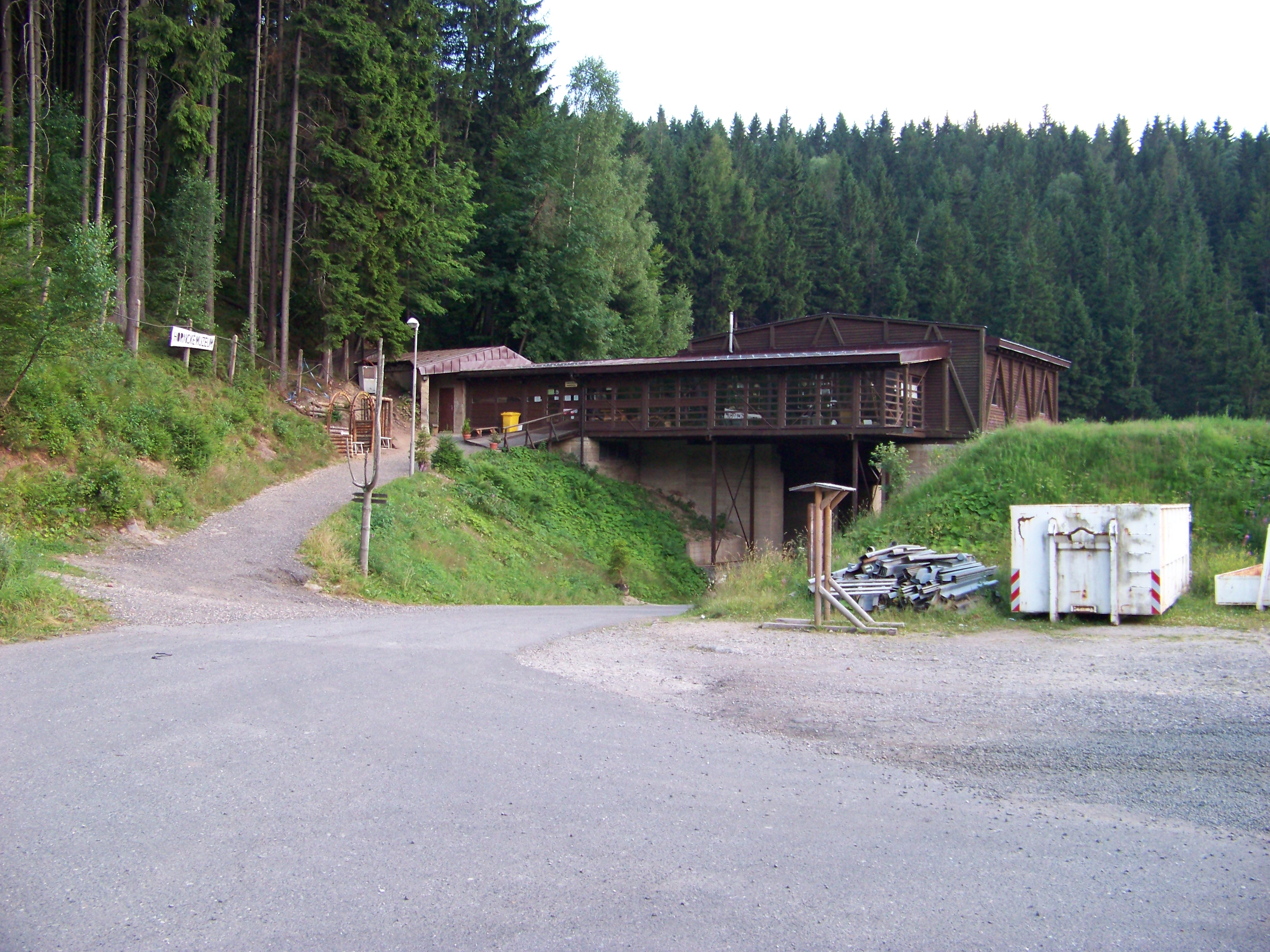
Harrachov, vstup do Hornického muzea

## Rudný důl
Rudný důl je na okraji Mumlavského dolu, uvnitř kopce Ptačinec (951 m n. m.), který se nachází v západním zakončení Západního Českého hřbetu asi 1,5 km jihovýchodně od Harrachova. Průzkumné práce zde byly započaty po druhé světové válce v roce 1947 a v roce 1957 bylo ložisko Severočeským rudným průzkumem předáno těžební organizaci, kterou v té době byly Rudné doly Jeseník, závod Horní Vernéřovice.
Ložisko bylo rozfáráno slepou jámou a sedmi patry po přibližně 50 m. Nejhlubší patro je 362 m pod úrovní štolového patra. Za dobu těžby zde bylo vyraženo téměř 21,5 km chodeb a 5391 komínů. Hlavní štolové patro vede jižním směrem a je ukončeno nouzovým východem ve svahu poblíž Rýžoviště.
V počátcích byly na ložisku předmětem těžby zejména bloky barytového typu. Hlavním využitím harrachovského barytu byla uhelná prádla – úprava uhlí. Pro ten účel byla na Harrachově vybudována drtící a homogenizační linka a barytový produkt byl z Harrachova expedován přímo odběratelům. Baryt se dále používal na výrobu omítkových směsí, které se dávaly například k rentgenům a dalším přístrojům s radioaktivním zářením, do jaderných elektráren atp. Na ložisku se postupně zvyšoval podíl těžby zásob fluoritového typu s nízkým podílem barytu, který byl vhodný jak pro výrobu fluoritového koncentrátu, tak pro výrobu galenitového koncentrátu s podílem stříbra. Již jen v malé míře byly těženy zásoby fluorit-barytového typu jednak pro výrobu zatěžkávadel, jednak pro zpracování na úpravně rud v Sobědruhách u Teplic. Suroviny získané (hlavně ze žil Oldřich a Křemenný val) byly po úpravě používány především v chemickém a hutním průmyslu. Fluorit se mimo výroby zubních past s fluorem používal i pro výrobu teflonu, chladicích kapalin, při výrobě cementu, dával se i do vysokých pecí ke zlepšení tekutosti surového železa.
Těžba po vytěžení více než 380 tisíc tun rud zde byla posledním uživatelem, kterým byly od roku 1961 Rudné doly Příbram, závod Sobědruhy, jako nerentabilní ukončena dne 30. září 1992. Na dole ještě zbývá ověřených 800 tisíc tun zásob rud.

## Hornické muzeum
V muzeu je sbírka minerálů fluoritových ložisek, nástroje a pomocná zařízení používaná při těžbě (karbidové lampy a svítilny, dýchací přístroje, vrtací a sbíjecí kladiva, zařízení pro měření škodlivin v ovzduší), důlní mapy, fotografie a dokumenty vztahující se k dolu a k práci na zdejším ložisku. Nechybí ani slavnostní uniformy a epolety horníků.

## Štolové patro
Prohlídková trase vede štolovým patrem dolu v délce asi 1000 m. Kromě kompletního těžního stroje se strojovnou jsou zde vystaveny důlní vozíky, elektrická akumulátorová lokomotiva, důlní nakladač, výtah s těžními klecemi v těžní jámě, sklad a také výdejnu trhavin a rozbušek atd. K vidění je i dobíjecí stanice akumulátorových lokomotiv, která ostatně byla na každém ze sedmi pater dolu.
Jakmile byla ukončena těžba a zastavila se čerpadla, bylo všech sedm pater pod štolovým patrem zatopeno vodou. Hladina vody sahá zhruba 12 metrů pod prohlídkovou štolu. Voda do dolu prosakuje z povrchu a také z pramenů a nedaleké řeky Mumlavy. Průměrná celoroční teplota ve štole se pohybuje mezi 7–10 °C.

## Galerie

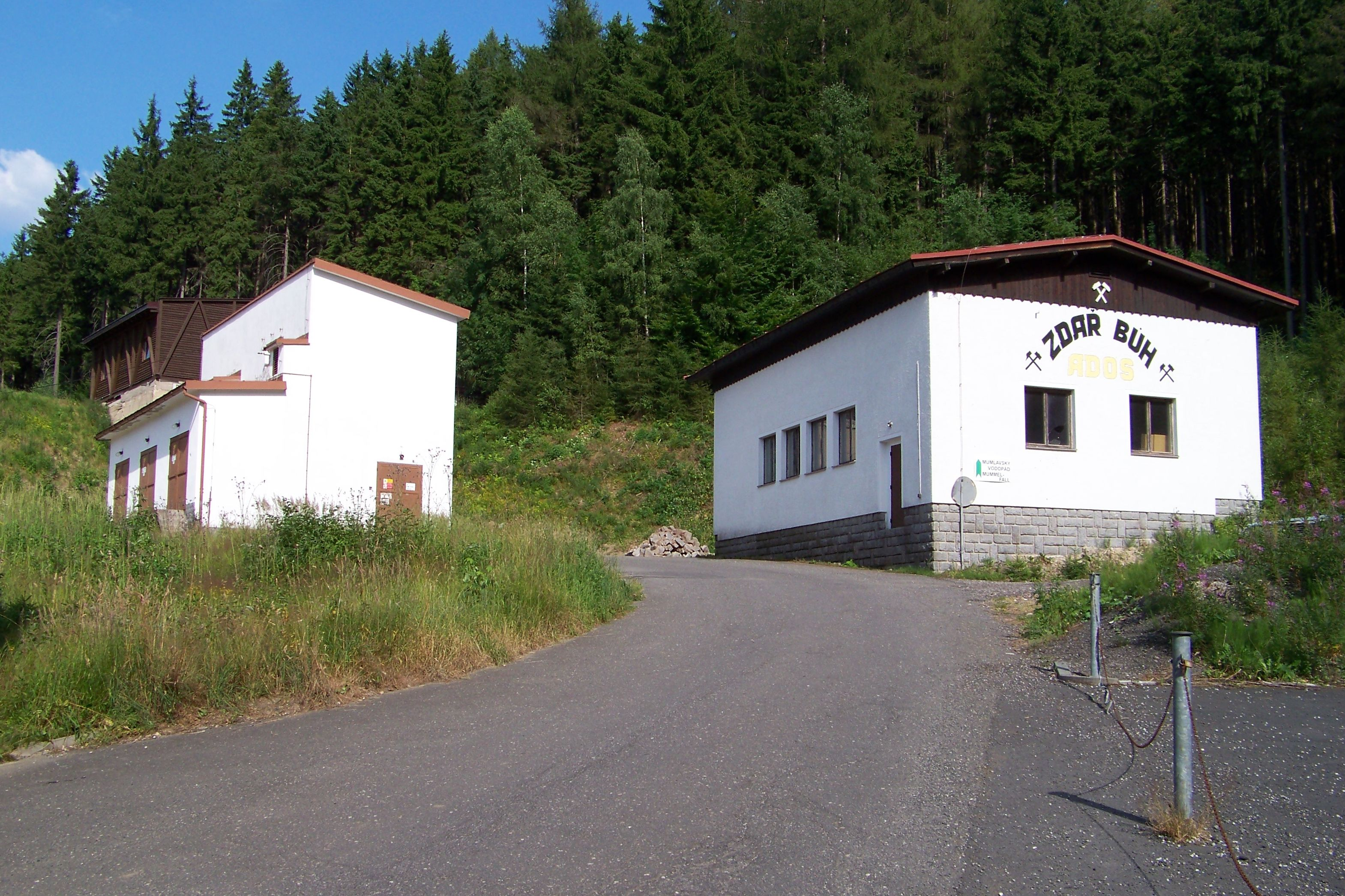
Cesta k hornickému muzeu od Harrachova
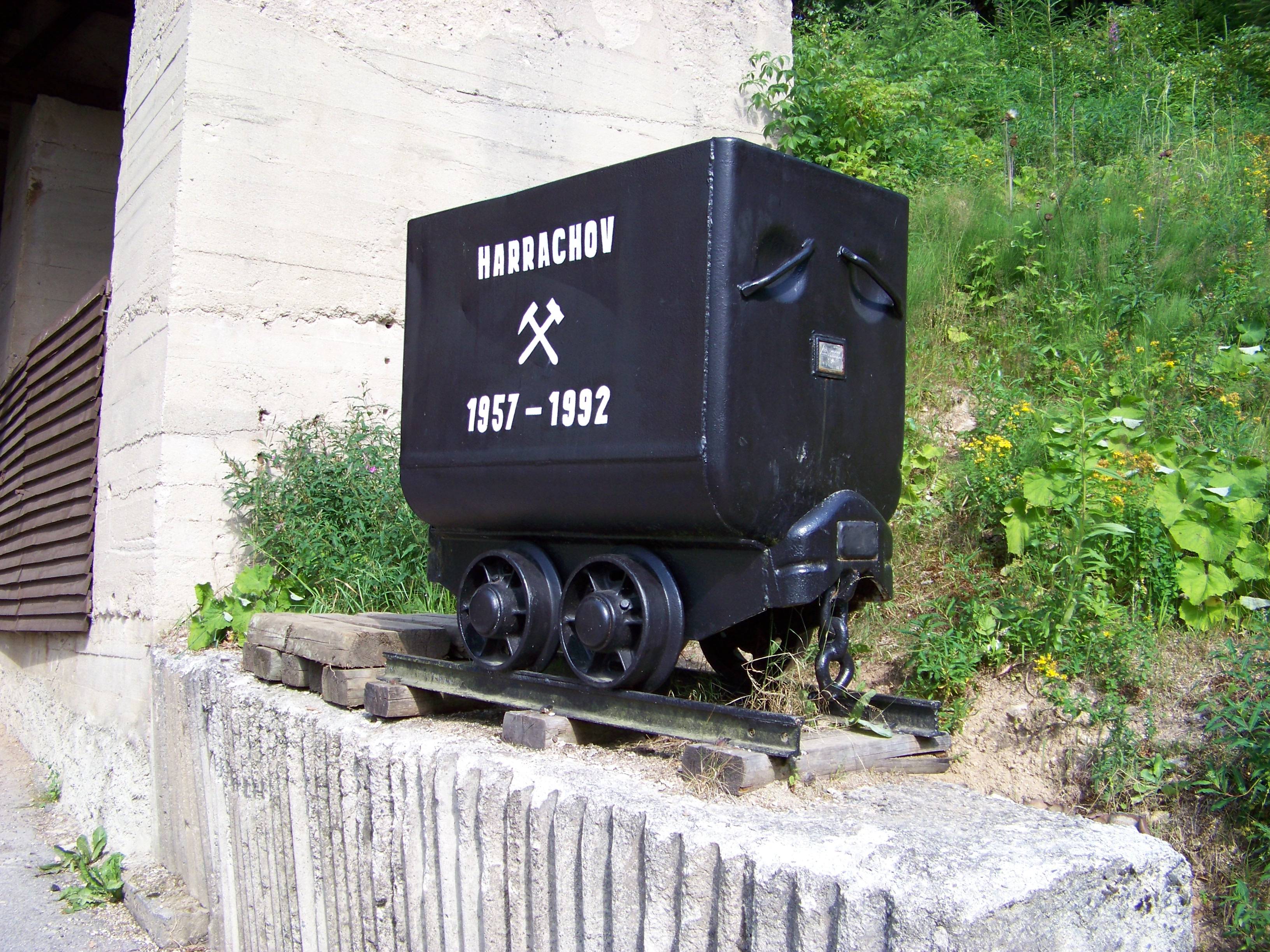
Harrachov, těžní vozík před rudným dolem
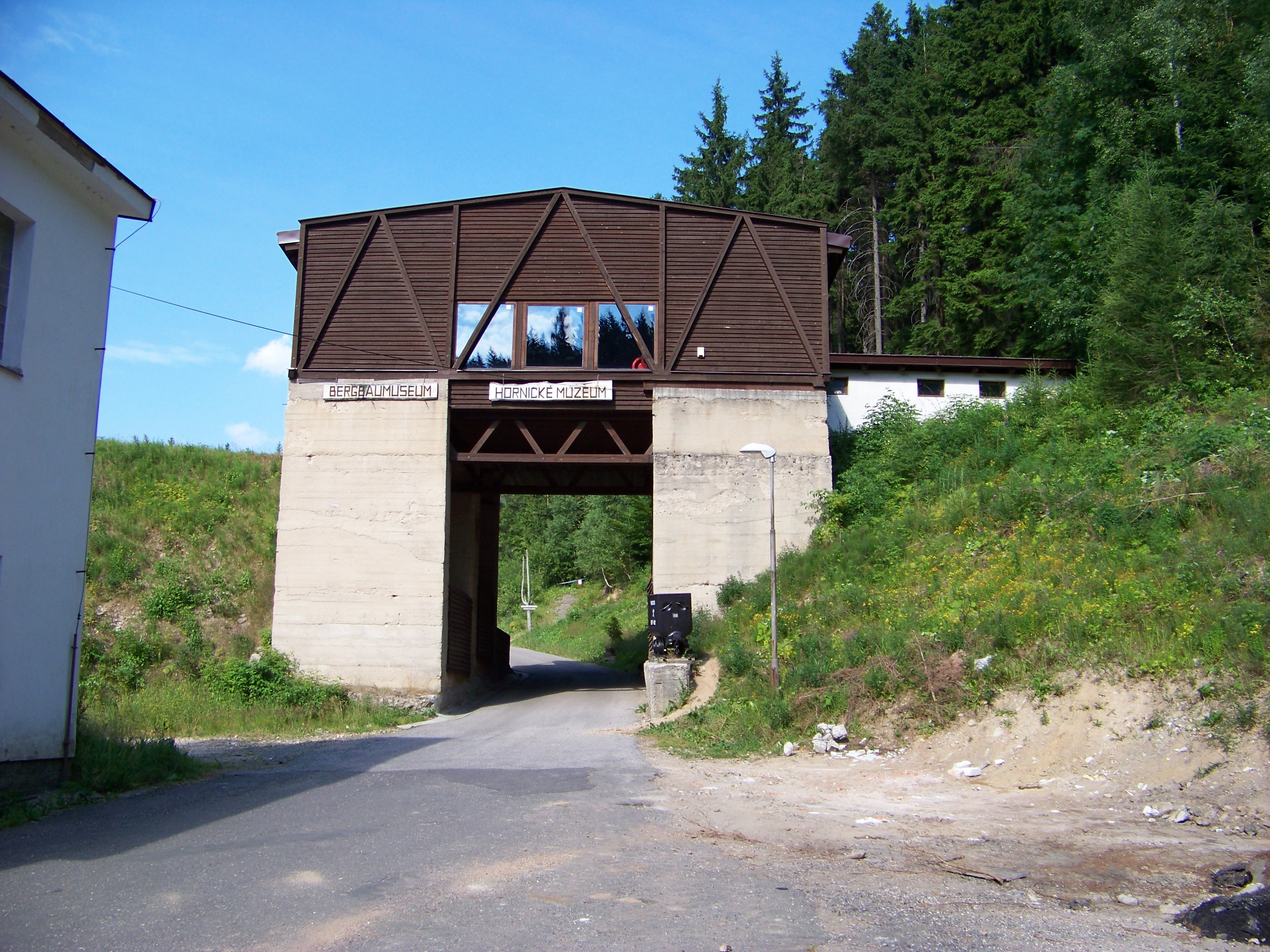
Harrachov, rudný důl a hornické muzeum
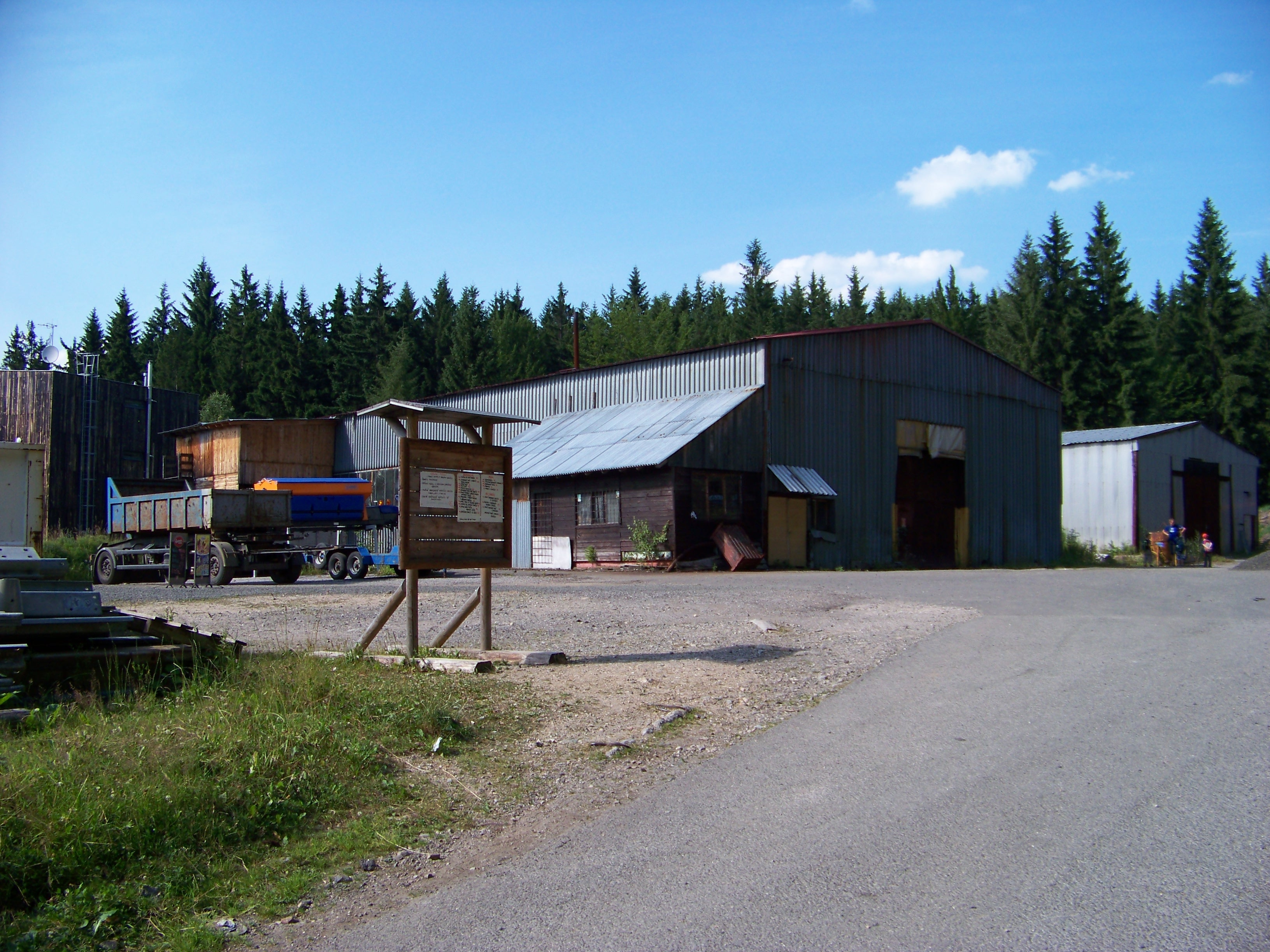
Haly bývalé úpravny rud